# Vandringshinder
Vandringshinder är hinder som stänger olika djurarter ute från dess naturliga livs-, lek- och uppväxtområden. Detta orsakar problem för djuren då de är beroende av att kunna vandra fritt för att förbättra sin överlevnads- och reproduktionschans. Vandringshinder är på så vis ett hot mot djurarters fortlevnad och därmed den biologiska mångfalden.

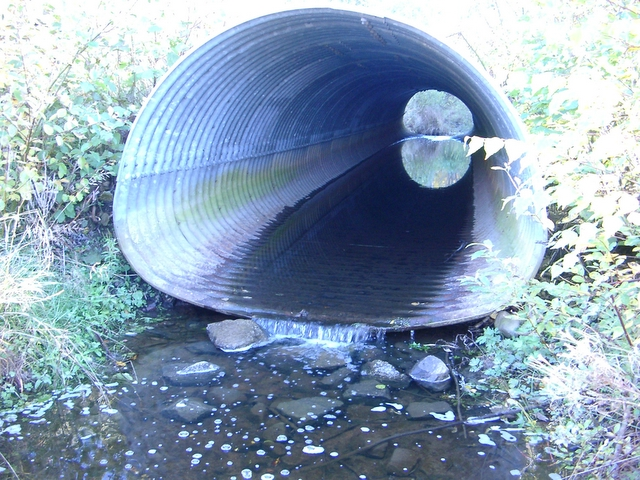
Dåligt anlagd vägtrumma som utgör ett vandringshinder

## Typer av vandringshinder
Vandringshinder kan utgöras av broar, dammar, vägar eller felkonstruerade vägtrummor.
- Broar utan naturlig strand under dem gör att landlevande djur kan tvingas passera över vägen där de utsätts för fara från trafik.[2]

- Dammar utgör en rad problem för miljön och ett av dem är att de skapar ett vandringshinder för fiskar som vill ta sig förbi anläggningen. Huvudanledningen för att dammar skapar vandringshinder är att de saknar eller har en icke fungerande fisktrappa, dammen fungerar då istället som en barriär.[1] Vissa av dammarna är vid vattenkraftverk, men det finns också dammar som inte har någon som helst funktion, utan endast är en kvarleva från förr i tiden.

- Vägar som inte tagit hänsyn till vattendrag utgör vandringshinder. Viltstängsel vid större vägar kan skapa vandringshinder för landlevande djur.

- Felkonstruerade vägtrummor skapar vandringshinder då de orsakar för höga vattenhastigheter,har långa vägtrummor utan viloplatser, för litet vattendjup i vägtrummor, frittfall vid vägtrummans utloppssida eller broar/trummor utan naturliga stränder. [1]

## Drabbade djurarter
Vanligtvis talar man om vandringshinder för fisk, men även andra djur som grodor och uttrar har problem med vandringshinder. 

### Fisk
Fiskar vandrar längs vattendrag för att ha de bästa förutsättningarna för att överleva och reproducera, därför kan en störning i deras livscykel innebära negativa konsekvenser. Vandringshinder för fiskar förekommer ofta som följd av mänsklig påverkan på ett vattendrag, främst som dammar vid vattenkraftverk eller felplacerade vägtrummor.. Även ett tillfälligt hinder kan göra det svårt för en fiskstam att återkolonisera ett område igen. Flera svenska lax- och öringstammar har slagits ut av vandringshinder i Sveriges älvar. Ål, flodnejonöga, vimma, id och asp är ytterligare några fiskarter som har problem med vandringshinder.
För att åtgärda ett vandringshinder måste man skapa alternativa rutter för fiskarna att vandra eller restaurera ett vattendrag till dess tidigare naturliga skick. Vid dammar kan konstruktion av en fisktrappa vara en åtgärd. Dammar som inte längre är i bruk kan rivas ner och vattendraget restaureras. 
Vägtrummor behöver inte vara ett vandringshinder om de är konstruerade på rätt sätt och underhålls.  Vägtrummor som blir vandringshinder har ofta för låg vattennivå och saknar en naturlig bottenmiljö. En bättre men mer kostsam lösning är att bygga broar eller halvtrummor över vägar.

### Grodor
Vandringshindren för grodor utgörs ofta av bilvägar som avgränsar levnads- och reproduktionsområdena. Småvatten och våtmarker som blir igenväxta på grund av exploateringen bidrar till att populationerna isoleras från varandra och ökar vandringsavståndet. Många arter kan komma att påverkas av skogsbrukets övergång från lövskog till barrskog.För att hindra att grodor blir överkörda sätter skyddsorganisationer och frivilliga upp avskärmningar som grodor inte kan ta sig över oftast gjorda av betong eller plast. Dessa mynnar ut i trummor under vägen som möjliggör en säkrare vandring. 

### Uttrar
Naturvårdsverkets vision är att uttern och den miljö uttern lever i ska uppnå en gynnsam bevarandestatus samt att det ska finnas livskraftiga populationer i samtliga svenska län. För att uppnå detta vill man vid nyanläggning samt vid reparation av vägbroar och vägtrummor utforma dessa så att de inte skapar ett vandringshinder för uttrarna. I Norrbotten och Västerbotten bedrivs projektet Remibar där målet är att åtgärda vandringshinder för bl.a. utter. För att underlätta uttrarnas passage vid vattendrag där broar finns kommer man i projektet att vid dessa platser bygga någon av följande lösningar: 
- Strandpassager - man skapar en ny strand under bron bestående av naturligt eller konstgjort material. Bra lösning när vattendjupet är lågt.
- Flytbryggor - består av en brygga som fästs i bron och som följer vattnets fluktuationer.
- Hyllor - kan anläggas under broar och i större trummor. Ska vara en naturlig förlängning av stranden och vara tillgänglig för uttern oberoende av vattenhöjd.
- Markeringsplatser - markeringsstenar anpassade för att uttern ska markera sitt område genom spillning läggs ut under broar samt vid in- och utlopp vid trummor.
- Torrtrummor - används då den befintliga trumman eller bron är svår att anpassa för utterpassage.

Uttrar kan ha svårt att simma under vägbroar om det är strömt och de gillar att markera sitt revir uppe på vägbankar vilket ofta resulterar i viltolyckor. Vid vissa vägbroar har man därför anlagt små utterspångar så att de ska kunna gå under bron.